# Anselme Gaëtan Desmarest

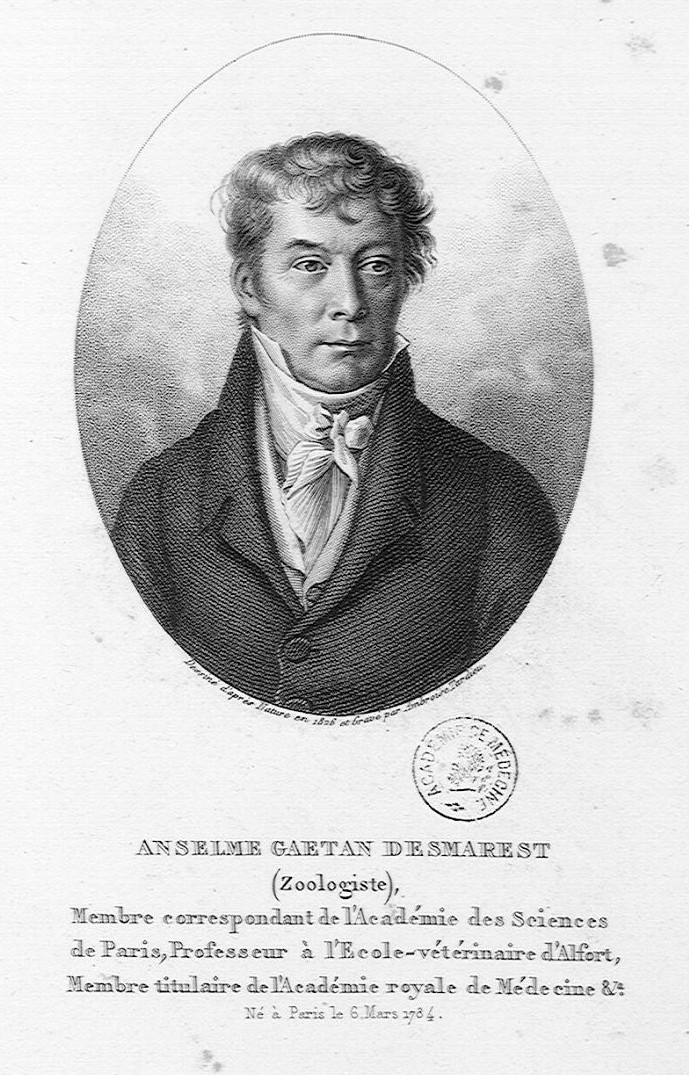
Anselme Gaëtan Desmarest

Anselme Gaëtan Desmarest (ur. 6 marca 1784, zm. 4 czerwca 1838) – francuski zoolog i pisarz. Był uczniem Georges’a Cuviera i Alexandre’a Brongniarta, w 1815 zastąpił Pierre’a-André Latreille’a na stanowisku profesora zoologii w École nationale vétérinaire d’Alfort (Narodowej szkole weterynaryjnej w Alfort).
Desmarest opublikował Histoire Naturelle des Tangaras, des Manakins et des Todiers (Historia naturalna tanagr, gorzyków i płaskodziobków) (1805), Considérations générales sur la classe des crustacés (Ogólne rozważania o klasie skorupiaków) (1825), Mammalogie ou description des espèces des Mammifères (Teriologia i opisy gatunków ssaków) (1820) and Dictionnaire des Sciences Naturelles (Słownik nauk przyrodniczych) (1816–30, razem z André Dumérilem).
Był synem Nicolasa i ojcem Anselme Sébastiena Léona.